# Changpa

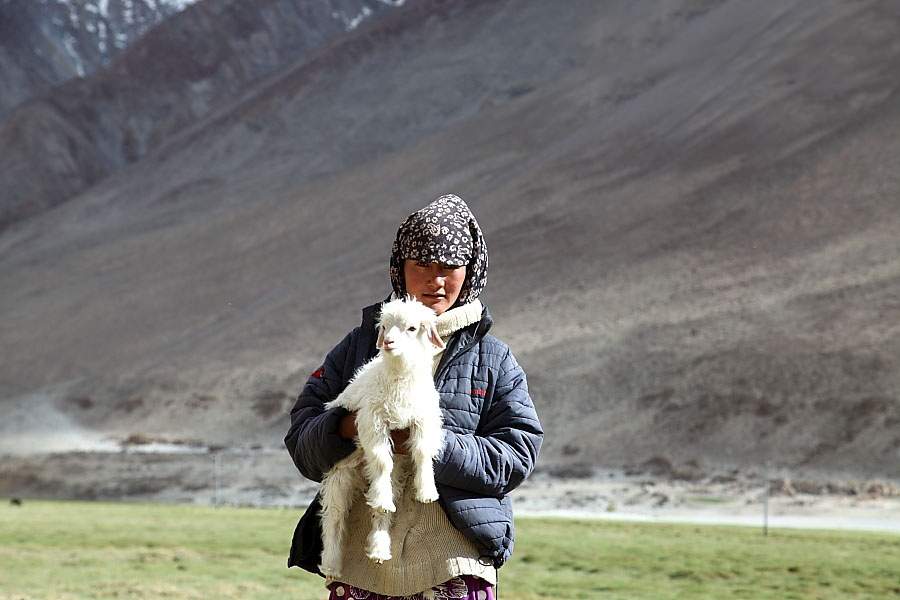
Ein Mädchen vom Nomadenstamm der Changpa auf dem Weg zum Pangong Tso in Ladakh

Die Changpa sind Hirtennomaden in den über 4000 m hoch gelegenen Tälern und Ebenen des zu Indien gehörenden Ladakh.

## Lebensweise
Die Heimat der Changpa ist das Hochland von Changthang, das sich vom nordwestlichen Tibet bis in das südöstliche Ladakh erstreckt. Die Nomaden der Changpa gehören dem tibetischen Kulturkreis an, was aus ihren sozialen Strukturen und ihrer Religion (Buddhismus mit schamanistischen Riten) ersichtlich wird.
Kein anderes Volk lebt dauerhaft in so großer Höhe. Im Sippenverband bewegen sie sich mit ihren Ziegen- und Yakherden zwischen Sommer- zu Winterweidegründen und leben in Lederzelten. Ihre Tiere liefern ihnen Fleisch, Milchprodukte, Pelze, Leder, Wolle und Brennmaterial. Die Changpa leben unter anderem vom Verkauf einer besonderen Wollart, die ihren „Chang ra“ Ziegen nur in großen Höhen und in extrem kalten Wintern wächst. Sie wird aus dem dann entstehenden warmen Unterfell gewonnen und als Pashmina verkauft. Sie züchten neben den Ziegen Rinder, Schafe und Yaks. Das in früheren Zeiten wegen seiner Raubzüge gefürchtete Volk verfügte einst über große Herden und kostbaren Schmuck. Die Zahl ihrer ledernen Nomadenzelte nimmt jedoch stetig ab, da die Jüngeren zunehmend in die Städte abwandern und das karge Nomadenleben aufgeben.
Früher waren die Changpas begehrte Bergführer, die Yak-Karawanen aus dem benachbarten Tibet an die südlichen Zugänge der Seidenstraße geleitet haben.